# Les Buissonnets
Les Buissonnets est le nom d'une maison située à Lisieux ou vécut, avant son entrée au Carmel de cette même ville, Thérèse Martin, la future Sainte Thérèse de Lisieux, avec son père et ses sœurs.

## Historique
Les premières années de l'enfance de Thérèse se sont passées à Alençon, la ville où elle était née en 1873. Sa mère, Zélie, mourut en 1877, laissant veuf son mari Louis avec ses cinq filles : Marie, Pauline, Léonie, Céline et Thérèse, la petite dernière alors âgée de quatre ans et demi.

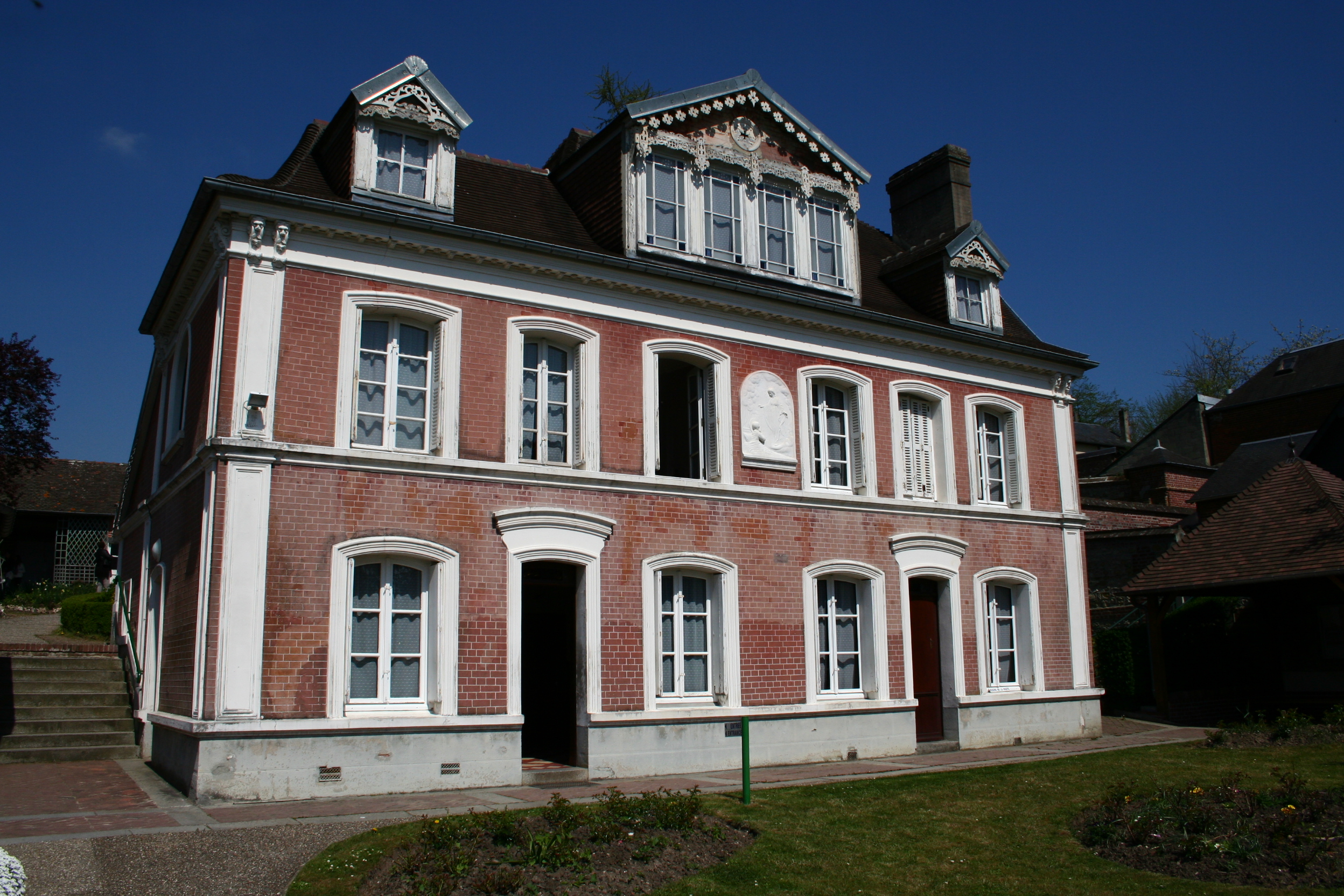
Les Buissonnets.

En novembre 1877, Louis et ses cinq filles s’installent à Lisieux pour se rapprocher d'Isidore Guérin, frère de Zélie, qu'un conseil de famille a désigné subrogé tuteur des enfants. Isidore Guérin et son épouse sont persuadés que c'est la solution la plus sage. Ils sont parvenus à convaincre Louis, d'abord réticent, de faire ce déménagement. Pour accueillir la famille Martin, après avoir visité une bonne vingtaine de maisons, ils ont trouvé une demeure bourgeoise entourée d'un petit parc : Les Buissonnets, dans un quartier calme à l'écart vers l'Ouest de la ville. Louis Martin la prend en location et la famille s'y installe le 15 novembre 1877.

## La maison
L'habitation est ancienne (une centaine d'années) mais en très bon état. On l'atteint par une rue pentue. Le terrain, également pentu, est clos de murs et d'une grille le long de la rue. La maison est un peu en retrait de cette dernière, avec un assez grand jardin vers l'arrière, que l'on atteint par un escalier de pierre longeant le côté de la maison, comprenant un potager, une basse-cour ainsi qu'une sorte de kiosque où était aménagé un puits. 
La demeure comprend, au rez-de-chaussée, une salle à manger avec lambris de chêne, une cuisine avec grande cheminée, un petit bureau ainsi qu'une cave et au premier étage, quatre chambres et deux cabinets de toilette. Les chambres de derrière ouvrent de plain-pied sur le jardin ; enfin au second étage se trouve un belvédère, où Louis pouvait lire et se recueillir au calme, ainsi que trois petites pièces mansardées. 

## La vie aux Buissonnets
La vie de famille, calme, sereine, un peu austère et tout empreinte de spiritualité et de dévotion s'y organise. Louis Martin a vendu son affaire à Alençon. Il est désormais rentier, s'occupant de ses filles, mais aussi de religion, de prière, d'œuvres caritatives, de lecture, de jardinage et de promenades. L'aînée des filles, Marie, prend la place de la mère pour diriger la maisonnée avec l'aide de Victoire, une domestique que son père a engagée. La cadette, Pauline, s'occupe plus particulièrement de ses jeunes sœurs. 

## Départs successifs

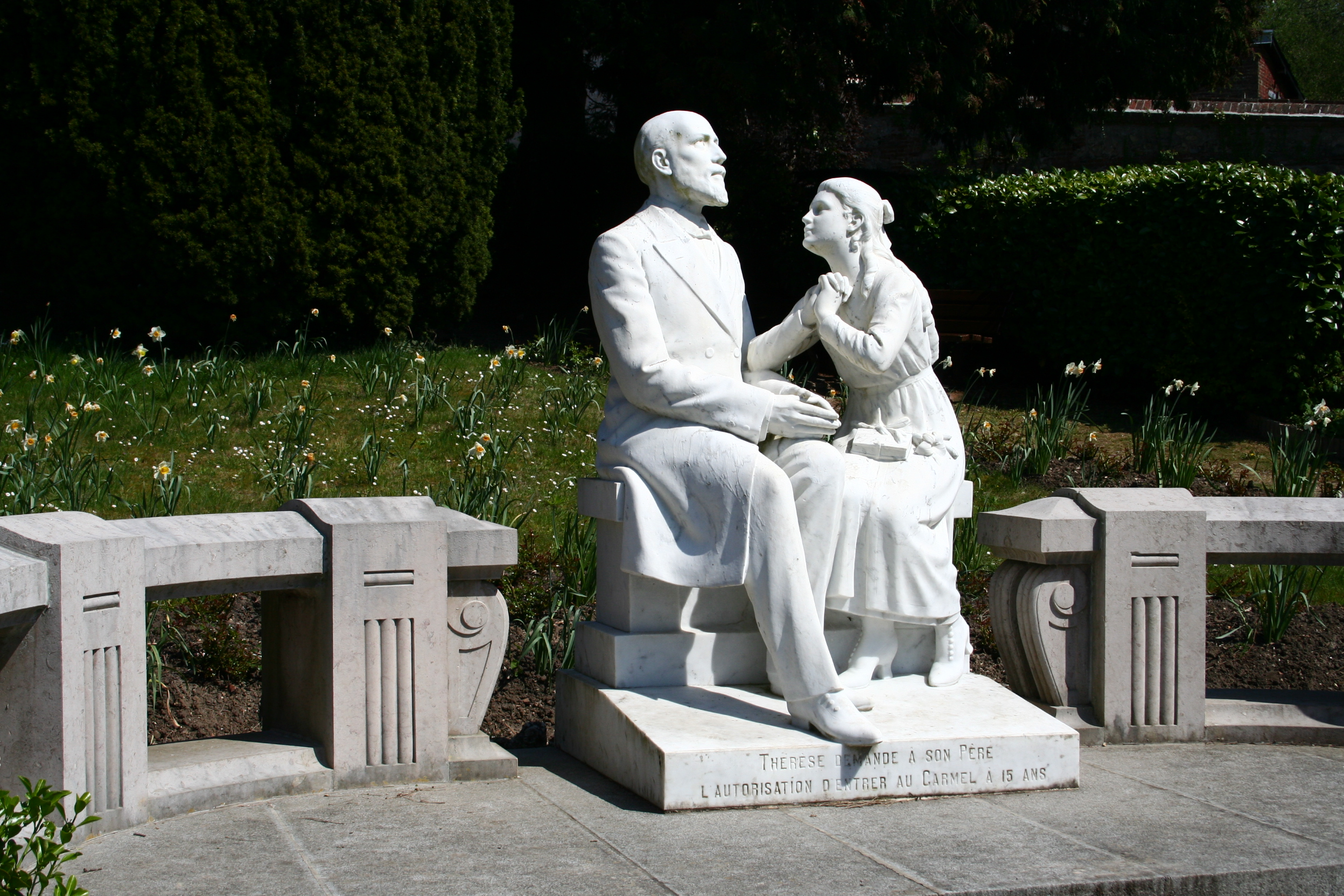
Statue dans le jardin des Buissonnets : Thérèse demande à son père de l'autoriser à entrer au Carmel

En 1882, Pauline qui est âgée de 21 ans est la première à quitter la maison familiale des Buissonnets pour entrer comme postulante au carmel de Lisieux.
En 1886, c'est au tour de l'aînée, Marie, qui a 26 ans, d'entrer elle aussi au carmel de Lisieux.
Thérèse, qui n'a que 15 ans désire, elle aussi, entrer au Carmel. Le 2 juin 1887, elle demande à son père son accord dans le jardin des Buissonnets. Mue par une détermination totale, elle va personnellement demander l'accord de l'évêque et même, à l'occasion d'un pèlerinage à Rome, l'autorisation du pape Léon XIII pour obtenir la dispense nécessitée par son jeune âge. Elle parvient finalement à ses fins et entre au Carmel en 1888.
En 1894, Céline rejoint à son tour le carmel de Lisieux.
Le départ de Léonie est plus chaotique, avec des passages de quelques mois chez les clarisses en 1886, puis chez les visitandines de Caen en 1887 et en 1893 avant une entrée définitive dans cette communauté en 1899.

## Lieu de mémoire
La propriété est achetée par l'Église en 1922. En 1931, une statue en marbre blanc est érigée dans le jardin, représentant Thérèse demandant à son père la permission d'entrer au Carmel, comme elle le fit en 1887. L'année suivante, la gestion du pèlerinage est confiée aux oblates de Sainte Thérèse de l'Enfant Jésus. C'est devenu un musée thérésien ouvert au public qui peut y retrouver l'ambiance des années de jeunesse de Thérèse et de sa famille ainsi que les objets qu'elle y a connus.

## Lieu de tournage
En novembre 2019, l'équipe de l'émission Secrets d'Histoire tourne plusieurs séquences au sein de la maison dans le cadre d'un numéro consacré à Thérèse de Lisieux.